# Kerkwijk
Kerkwijk est un village néerlandais de la commune de Zaltbommel, situé dans la province du Gueldre.

## Géographie
Kerkwijk est situé au sud de Zaltbommel, dans la partie centrale du Bommelerwaard.

## Histoire
Jusqu'au 1er janvier 1999, Kerkwijk était une commune indépendante, qui englobait également les villages de Bruchem et de Delwijnen. En 1840, la commune de Kerkwijk comptait 128 maisons et 879 habitants, dont 169 à Kerkwijk, 452 à Bruchem et 258 à Delwijnen.
En 1955, la commune fut agrandie avec la commune de Gameren et une partie du territoire des communes de Nederhemert et de Hurwenen. Le 1er janvier 1999, Kerkwijk a été rattaché à Zaltbommel.

## Référence
1. ↑  Alphabetisch register van alle bewoonde oorden des Rijks, Departement van Oorlog, Éd. Erven Doorman, 's-Gravenhage, 1850